# Enea Navarini
Enea Navarini (Cesena, 1 de abril de 1885 - Merano, 22 de marzo de 1977) fue un general italiano que sirvió durante la Segunda Guerra Mundial y en otras guerras.

## Biografía
De 1939 a 1941, Enea Navarini fue oficial general al mando de la 56.º División de Infantería de Casale. El 14 de marzo de 1941, la división se dirigió a Albania, para participar en la guerra greco-italiana en curso. Tras la invasión alemana de Grecia, Navarini fue trasladado al frente norteafricano donde asumió el mando del XXI Cuerpo del Ejército.
En África, Navarini se convirtió en uno de los ayudantes más confiables de Erwin Rommel y en algún momento también fue nombrado Jefe de DELEASE (Destacamento del Mando Supremo Italiano) hasta su repatriación el 14 de octubre de 1942. Regresó al norte de África, por una solicitud directa de Rommel, para la segunda batalla de El Alamein, nuevamente al mando del XXI Cuerpo.
Tras la derrota del Ejército Panzer germano-italiano permaneció al mando de las unidades supervivientes hasta febrero de 1943 cuando, tras la inevitable pérdida del frente norteafricano en Túnez, fue evacuado a Italia.
Enviado como comandante general del XIX Cuerpo de Ejército en Campania, tras el Armisticio de Cassibile Navarini logró escapar y llegar al norte de Italia, donde se unió a las fuerzas del recién nacido ejército de la República Social Italiana (RSI). Desde 1944 se convirtió en comandante de la Unidad de Entrenamiento de Fuerzas Especiales de RSI.
Tras el fin de la guerra, en abril de 1945, fue sometido a un proceso administrativo de depuración jurídico-política ("juicio administrativo") con la pérdida de su función y rango, pero en el transcurso del mismo año tales medidas fueron revocadas por decisión judicial de un tribunal superior de justicia ("juicio judicial").